# Retable Jabach
Le retable Jabach est un triptyque peint par Albrecht Dürer vers 1504.
Il tire son nom du plus connu de ses propriétaires successifs, Everhard Jabach, originaire de Cologne, qui fut entre autres marchand, banquier à Paris et directeur de la Compagnie des Indes — mais aussi grand collectionneur d'art. 

## Histoire
Cette œuvre a probablement été originellement commandée par Frédéric le Sage pour célébrer la fin de l'épidémie de peste en 1503. Ceci justifierait le choix des souffrances de Job comme sujet de l'un des panneaux, puisque Job était alors couvert de bubons. 
Après être restée jusqu'à la fin du XVIIIe siècle dans la chapelle privée de la famille Jabach à Cologne, elle a été séparée en ses diverses pièces par un Joseph Haussmann, artiste probablement de Cologne. Il leur a ajouté des monogrammes et la fausse date de 1523, a réduit les panneaux extérieurs en haut et sur les côtés où ils étaient joints au reste de l'œuvre, et les a revendus individuellement pour un plus gros prix.
La pièce centrale a disparu.
Les panneaux internes qui l'encadraient représentent Joseph et Joachim à gauche, et Siméon et Lazare à droite. Ces deux panneaux passèrent entre autres mains par la collection Boisserée puis dans celle du roi de Bavière. Ils sont maintenant à l'Alte Pinakothek de Munich.

## Description
Les panneaux externes représentent respectivement Job et sa femme (aussi appelée Les souffrances de Job), et deux joueurs de flûte et de tambour.
- La partie dite Les souffrances de Job, maintenant au Städelsches Kunstinstitut de Francfort, fut possédée pendant un temps par Carl Friedrich Wendelstadt (de) de Francfort, qui fit faire une lithographie reproduisant le tableau et accompagnée par une explication sur l'œuvre et quelques-unes de ses tribulations[2].
- La partie Joueurs de flûte et de tambour montre les moutons de Job volés, et le joueur de tambour avec les traits de Dürer[1]. Elle est passée dans la collection de Ferdinand Franz Wallraf à Cologne, et est maintenant au musée Wallraf-Richartz à Cologne[2].

Chaque panneau mesure 94 cm de haut pour 51 cm de large.